# Jared Homan
Jared Wiliam Homan (Remsen, Iowa, 6. ožujka 1983.) je američki profesionalni košarkaš. Visok 2,08 m i težak 110 kg. Prirodna pozicija mu je krilni centar, a može igrati centra. Trenutačno je član grčkog kluba Maroussija. 

## Statistika
| Sezona    | Liga          | Klub         | UO | Min. | Poena |
| --------- | ------------- | ------------ | -- | ---- | ----- |
| 2001./02. | NCAA          | Iowa State   | 31 | 16.6 | 3.6   |
| 2002./03. | NCAA          | Iowa State   | 31 | 26.9 | 7.5   |
| 2003./04. | NCAA          | Iowa State   | 32 | 28.1 | 11.1  |
| 2004./05. | NCAA          | Iowa State   | 31 | 36.3 | 13.6  |
| 2005./06. | A1 Ethniki    | Maroussi BC  | 26 | 19   | 7     |
| 2007./08. | EuroChallenge | ASCO Wroclaw | 12 | 24.9 | 17.7  |

## Vanjske poveznice
- Profil  Arhivirana inačica izvorne stranice od 3. kolovoza 2014. (Wayback Machine) na Draftexpress.com